# Mary Martin (Schauspielerin)

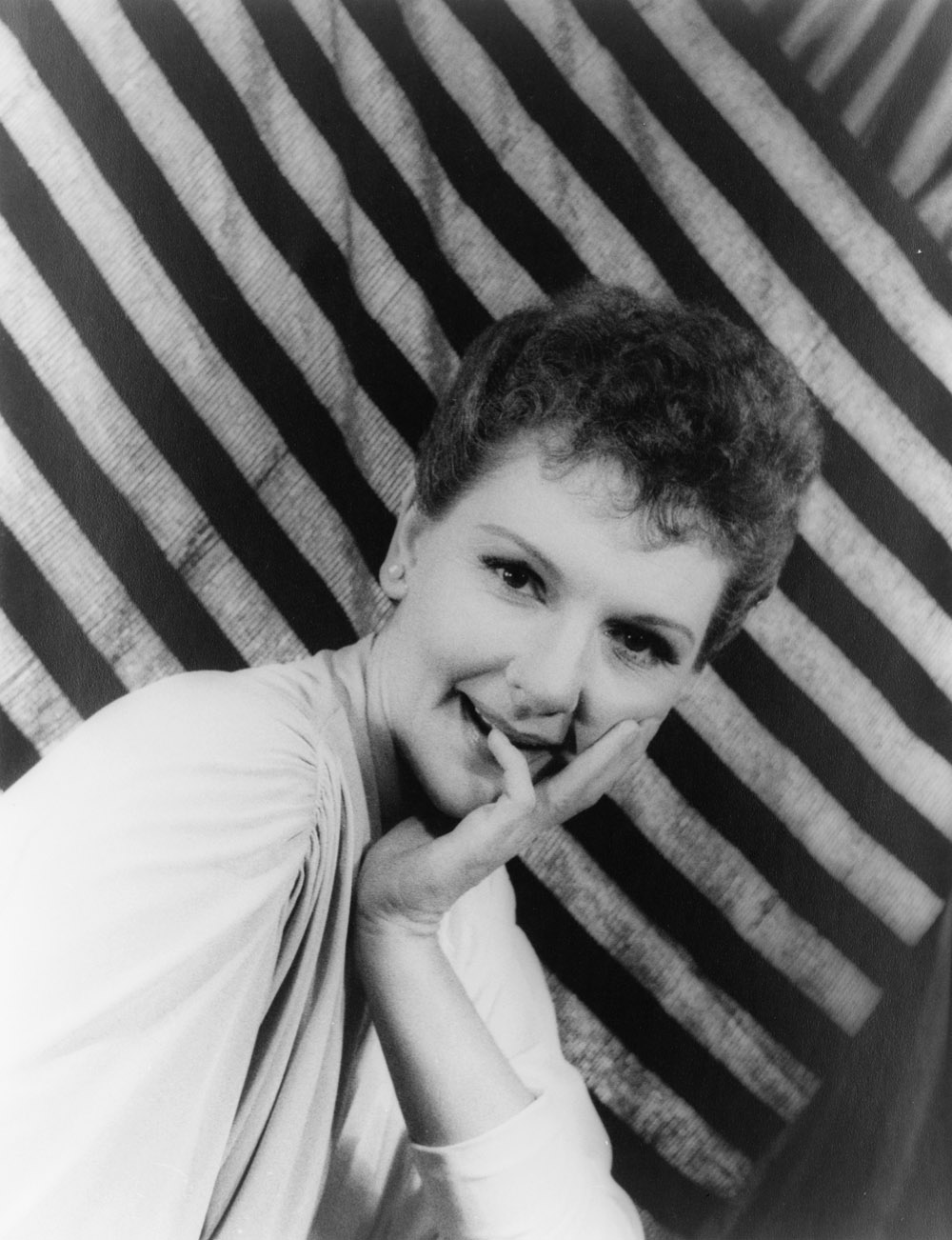
Mary Martin (1949)

Mary Virginia Martin (* 1. Dezember 1913 in Weatherford, Texas; † 3. November 1990 in Rancho Mirage, Kalifornien) war eine US-amerikanische Schauspielerin und Musicalsängerin. 

## Karriere
Ab dem Alter von zwölf Jahren erhielt Mary Martin Gesangsunterricht. Sie begann, in Dallas in Nachtclubs und im Radio zu singen. 1938 gab sie ihr Debüt am Broadway in dem Musical Leave It to Me! von Cole Porter. Im darauffolgenden Jahr war sie bei Paramount Pictures mit Dreivierteltakt am Broadway (The Great Victor Herbert) erstmals in einem Film zu sehen. Martin spielte danach im Verlaufe der 1940er-Jahre in weiteren Filmmusicals wie etwa Rhythm on the River, Birth of the Blues und Tag und Nacht denk’ ich an Dich, die zu einem großen Teil heute weitgehend in Vergessenheit geraten sind.
Ihre größten Erfolge hatte Martin als Musicaldarstellerin am Broadway. Sie wurde insbesondere durch ihre Zusammenarbeit und Freundschaft mit Rodgers und Hammerstein bekannt, in mehreren Uraufführungen der Musicals des Songwriter-Duos hatte sie Hauptrollen. Zu ihren bekanntesten Bühnenrollen gehörten Nellie Forbush in South Pacific (in der Uraufführung 1949), Peter Pan in dem gleichnamigen Musical (Uraufführung 1954) und Maria von Trapp in The Sound of Music (Uraufführung 1959). Zwischen 1948 und 1960 wurde Martin viermal mit dem Tony Award ausgezeichnet. Die New York Times schrieb in ihrem Nachruf auf Martin, sie sei „Amerikas liebste Hauptdarstellerin von Musicalkomödien“ gewesen.
Martin war letztmalig 1978 am Broadway zu sehen, danach absolvierte sie noch gelegentlich anderweitige Theater- und Fernsehauftritte. 1990 sollte sie ein großes Broadway-Comeback in dem Schmidt/Jones-Musical Grovers Corners erleben. Diese Produktion kam nicht mehr zustande, da sie inzwischen erkrankt war.

## Privates
1929, vor ihrem 17. Geburtstag, heiratete sie Benjamin J. Hagman. Die Ehe, aus der 1931 ihr Sohn, der Schauspieler Larry Hagman (bekannt durch seine Rolle als J.R. Ewing in der Fernsehserie Dallas), hervorging, wurde 1936 geschieden. In zweiter Ehe heiratete sie 1940 Richard Halliday, der auf ihrer Ranch in Brasilien am 3. März 1973 tödlich verunglückte. Aus dieser Ehe ging 1941 eine Tochter, Heller Halliday, hervor.
Im Jahre 1982 wurde sie zusammen mit dem Theater- und Filmproduzenten Paul Gregory und ihrer Schauspielerkollegin Janet Gaynor bei einem Autounfall schwer verletzt; diese starb zwei Jahre später an den Spätfolgen des Unfalls. Martin selbst starb im November 1990 im Alter von 76 Jahren an Darmkrebs.

## Auszeichnungen

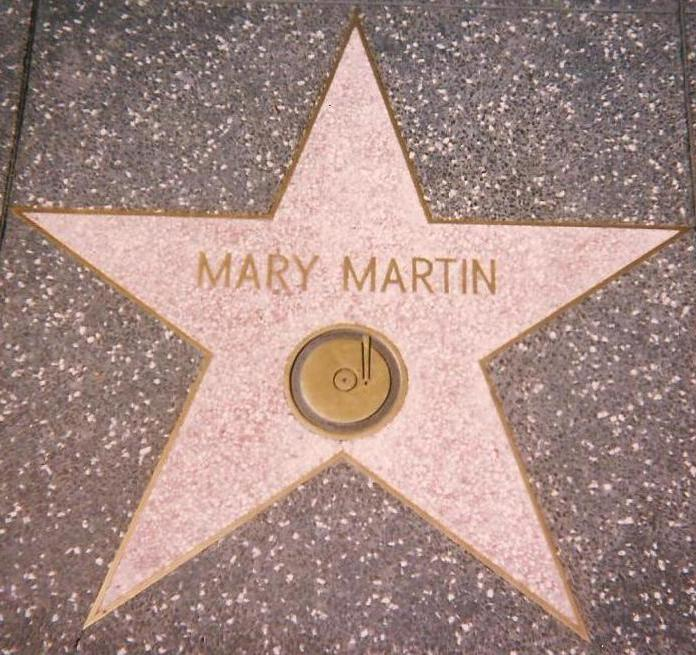
Stern von Mary Martin auf dem Walk of Fame in der Kategorie Musik

- 1948, 1950, 1955, 1960: Auszeichnungen mit dem Tony Award (sowie eine Nominierung 1967)[7]
- 1956: Emmy in der Kategorie „Best Actress – Single Performance“
- 1973: Aufnahme in die American Theater Hall of Fame
- 1989: Kennedy-Preis für das Lebenswerk

An sie erinnern zwei Sterne dem Hollywood Walk of Fame in den Kategorien Radio und Musik.

## Bühnenproduktionen
- 1938: Leave It to Me! (Broadway)

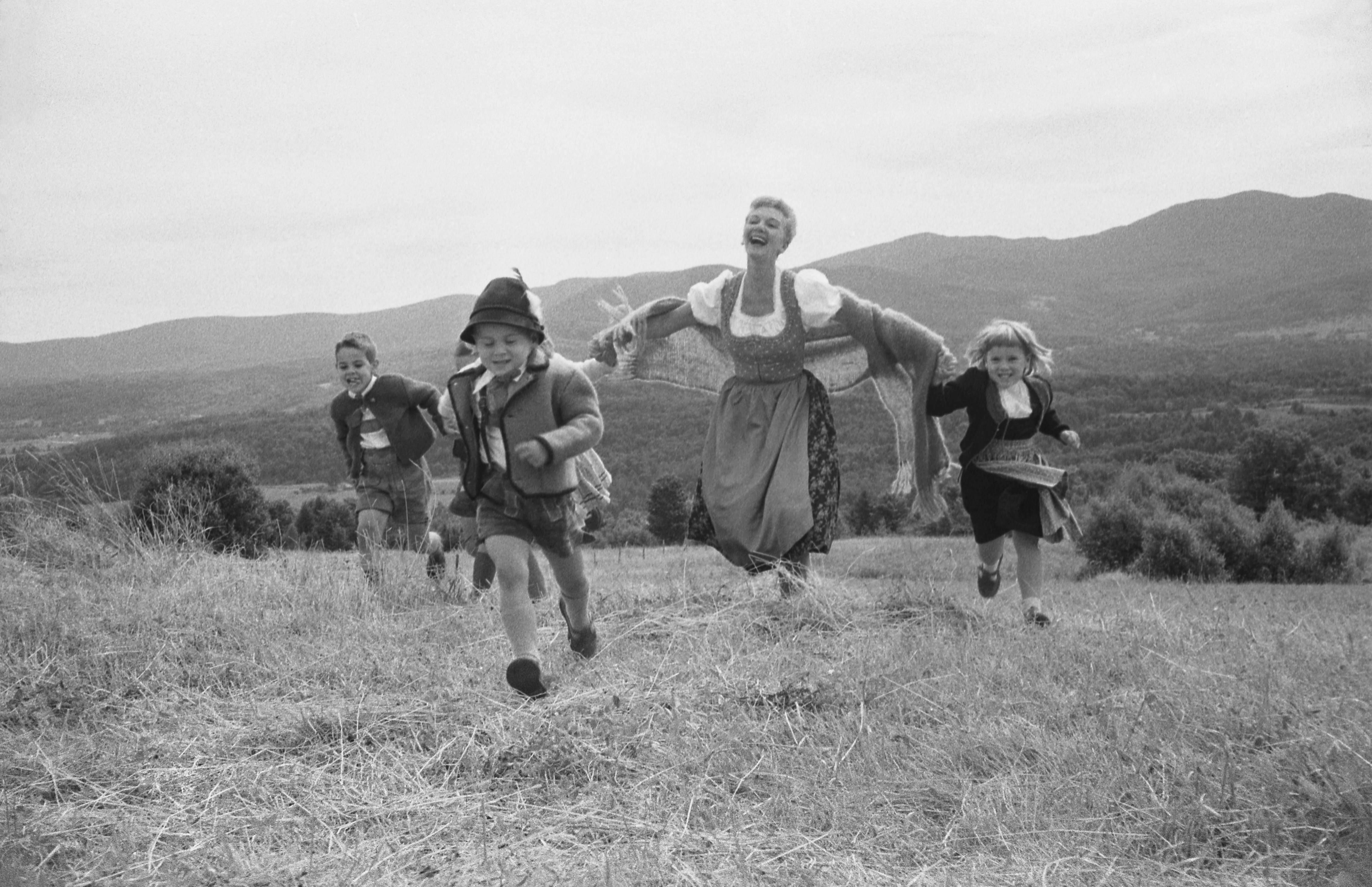
Mary Martin und mehrere Kinderdarsteller in The Sound of Music, Werbefoto für die Broadway-Produktion (1959)

- 1943–1945: One Touch of Venus (Broadway/Tour)
- 1946: Pacific 1860 (London)
- 1946: Lute Song (Broadway)
- 1947: Annie Get Your Gun (Tour)
- 1949–1952: South Pacific (Broadway/London)
- 1953: Kind Sir (Broadway)
- 1954: Peter Pan (Tour/Broadway/Tour)
- 1955: The Skin of our Teeth (Broadway/Washington DC/Paris)
- 1956: Three To Make Music/Music mit Mary Martin (Tour)
- 1959–1961: The Sound of Music (Broadway)
- 1963: Jennie (Broadway)
- 1965: Hello, Dolly! (Vietnam/Tokyo/London)
- 1966–1969: I Do! I Do! (Broadway/Tour)
- 1977: Together On Broadway: Mary Martin & Ethel Merman (Broad1938: Battle of Broadwayway)
- 1978: Do You Turn Somersaults? (Broadway/Tour)
- 1985–1987: Legends! (Tour)

## Filmografie (Auswahl)
- 1938: Battle of Broadway (Singstimme für Gypsy Rose Lee)
- 1939: Dreivierteltakt am Broadway (The Great Victor Herbert)
- 1940: Fashion Horizons (Kurzdokumentation)
- 1940: Rhythm on the River
- 1940: Love Thy Neighbor
- 1941: Kiss the Boys Goodbye
- 1941: New York Town
- 1941: Birth of the Blues
- 1942: Star Spangled Rhythm
- 1943: Happy Go Lucky
- 1943: True to Life
- 1946: Tag und Nacht denk’ ich an Dich (Night and Day)
- 1951: America Applauds: An Evening for Richard Rodgers (Fernsehshow)
- 1953: Main Street to Broadway
- 1953: The Ford 50th Anniversary Show (Fernsehshow)
- 1954: The General Foods 25th Anniversary Show: A Salute to Rodgers and Hammerstein (Fernsehshow)
- 1955: Peter Pan (Fernsehfilm)
- 1955–1956: Producers’ Showcase (Fernsehserie, 3 Folgen)
- 1956: Born Yesterday (Fernsehfilm)
- 1957: Annie Get Your Gun (Fernsehfilm)
- 1960: Peter Pan (Fernsehfilm)
- 1966: Mary Martin: Hello, Dolly! Round the World (Dokumentation)
- 1966: Mary Martin at Eastertime (Fernsehshow)
- 1979: Valentine (Fernsehfilm)
- 1983: Love Boat (The Love Boat, Fernsehserie, Folge 6x24)
- 1985: Hardcastle & McCormick (Hardcastle and McCormick, Fernsehserie, Folge 2x15 Hardcastle, Anverwandte und McCormick)